# Route nationale 339
Pour les articles homonymes, voir Route 339.
La route nationale 339, ou RN 339, était une route nationale française reliant Frévent à Étrun, près d'Arras. À la suite de la réforme de 1972, la RN 339 a été déclassée en RD 339, le Pas-de-Calais ayant attribué le nom de RD 939 à l'ancienne RN 39 entre Wancourt et Cambrai.

## Ancien tracé de Frévent à Étrun (D 339)
- Frévent (km 0)
- Bouret-sur-Canche (km 3)
- La Couture, commune de Rebreuve-sur-Canche (km 5)
- Rebreuviette (km 6)
- Estrée-Wamin (km 9)
- Le Cauroy, commune de Berlencourt-le-Cauroy (km 11)
- Liencourt (km 13)
- Avesnes-le-Comte (km 19)
- Noyellette (km 24)
- Habarcq (km 25)
- La Raissée, commune d'Agnez-lès-Duisans (km 29)
- Étrun (km 31)